# Dipseudopsis nervosa
Dipseudopsis nervosa är en nattsländeart som beskrevs av Brauer 1868. Dipseudopsis nervosa ingår i släktet Dipseudopsis och familjen Dipseudopsidae. Inga underarter finns listade i Catalogue of Life.